# Armenië op de Olympische Jeugdwinterspelen 2012
Armenië was een van de landen die deelnam aan de Olympische Jeugdwinterspelen 2012 in Innsbruck, Oostenrijk.

## Deelnemers en resultaten
(m) = mannen, (v) = vrouwen 

### Biatlon
| Olympiër         | Onderdeel       | Resultaat | Prestatie             |
| ---------------- | --------------- | --------- | --------------------- |
| Grigoryan Zhenya | 6 km sprint (v) | -         | DNF (-) pen.: - (-+-) |

### Langlaufen
| Olympiër         | Onderdeel          | Resultaat | Prestatie         |
| ---------------- | ------------------ | --------- | ----------------- |
| Hrachik Sahakyan | 10 km klassiek (m) | 45e       | 38.25,7 (+8.56,9) |
| Hrachik Sahakyan | sprint (m)         | 45e       | kwalificatie      |
|                  |                    |           |                   |
| Lilit Tonoyan    | 5 km klassiek (v)  | 39e       | 20.59,6 (+6.41,6) |
| Lilit Tonoyan    | sprint (v)         | 39e       | kwalificatie      |